# Steve Rothery
Steve Rothery (Brampton, 25 novembre 1959) è un chitarrista britannico, noto per la sua militanza nei Marillion.

## Discografia

### Da solista
- 2014 – Live at Bush Hall
- 2014 – The Ghosts of Pripyat

### Con i Marillion
- 1983 – Script for a Jester's Tear
- 1984 – Fugazi
- 1985 – Misplaced Childhood
- 1987 – Clutching at Straws
- 1989 – Seasons End
- 1991 – Holidays in Eden
- 1994 – Brave
- 1995 – Afraid of Sunlight
- 1997 – This Strange Engine
- 1998 – Radiation
- 1999 – marillion.com
- 2001 – Anoraknophobia
- 2004 – Marbles
- 2007 – Somewhere Else
- 2008 – Happiness Is the Road
- 2009 – Less Is More
- 2012 – Sounds That Can't Be Made
- 2016 – Fuck Everyone and Run (F E A R)
- 2019 – With Friends from the Orchestra
- 2022 – An Hour Before It's Dark

### Collaborazioni
- 2013 – Ranestrane – A Space Odyssey
- 2018 – Riccardo Romano – B612